# Staatsarchiv Würzburg
Das Staatsarchiv Würzburg ist das für den Regierungsbezirk Unterfranken zuständige bayerische Staatsarchiv.

## Bestände
Die Bestände des Staatsarchivs in der Würzburger Residenz umfassen:
- Territorien des Alten Reiches im heutigen Regierungsbezirk Unterfranken, vor allem: Domkapitel und Hochstift Würzburg nebst dazugehörigen Stiften und Klöstern, Domkapitel und Erzstift Mainz (soweit an Bayern gefallen) nebst dazugehörigen Stiften und Klöstern, Reichsstadt Schweinfurt (Teile), fränkischer Reichsritterschaftskanton Rhön-Werra, Johanniterkommende Würzburg-Biebelried und Deutschordenskommenden, Hochstift Fulda (Teile), Herrschafts- und Adelsarchive (z. B. Schönborn, Fechenbach).
- Staatliche Mittel- und Unterbehörden sowie Gerichte im Regierungsbezirk Unterfranken ab Anfang des 19. Jahrhunderts.

Der Umfang beträgt rund 21.350 lfm. mit ca. 7,4 Millionen Archivalieneinheiten.